# Белое вино/Красное вино
«Белое вино/Красное вино» — седьмой студийный альбом группы Zdob şi Zdub, выпущенный 10 октября 2010 года. В трек-лист вошли как новые композиции, так и кавер-версии, а также песни, исполненные группой на различных телевизионных передачах.

## Рецензии
Музыкальная пресса положительно отнеслась к новому альбому группы. Так, Дмитрий Прочухан из Newsmusic.ru пишет, что группе «удалось мастерски интегрировать в оригинальные версии этнические элементы собственного творчества». Также автор отметил эклетичность звучания данной пластинки, хотя по его мнению «меломаны, которые ранее были абсолютно равнодушны к творчеству „Zdob Si Zdub“, теперь найдут для себя пару примечательных композиций». Борис Барабанов из издательского дома Коммерсантъ отметил, что у группы существует «проблема — как бы не пропасть в тени удачного и прибыльного кавера. До конца выйти из тени группе не удалось до сих пор — не написалось ни одной собственной вещи, которая могла бы соперничать на концертах с главным хитом.» На альбоме критик огорчился тем, что «Своё опять потерялось. А оно есть, и довольно ценное.», но выделил новые песни группы.

## Список композиций
| №   | Название                                                                                             | Длительность |
| --- | --- | ------------ |
| 1.  | «Стоп, мафия! (feat. Сергей Михалок)» (Новая песня)                                                  | 2:49         |
| 2.  | «Гооол!» (Новая песня)                                                                               | 4:02         |
| 3.  | «Невеста» (Кавер-версия песни группы Мумий Тролль)                                                   | 3:31         |
| 4.  | «Молдавский хардкор» (Спустя 15 лет песню перевели и спели на русском языке)                         | 4:12         |
| 5.  | «Белое вино/красное вино» (Новая песня)                                                              | 3:26         |
| 6.  | «Невероятно грустная история, или Телега» (Кавер-версия с трибьюта Машинопись группе Машина Времени) | 3:44         |
| 7.  | «Костюмчик (feat. Эммануил Виторган)» (Проект «Новогодняя ночь с Олегом Меньшиковым» телеканала НТВ) | 2:36         |
| 8.  | «На речке, на речке» (Кавер-версия русской народной песни из проекта «Соль» на «Нашем Радио»)        | 3:24         |
| 9.  | «DJ Василий» (Русская версия)                                                                        | 3:48         |
| 10. | «Хуторянин» (Проект «Студия Квартал – 95» телеканала Интер)                                          | 3:36         |
| 11. | «Дунайская» (Новая песня с проекта Linz Europe Tour)                                                 | 3:22         |
| 12. | «Космический хоровод (feat. Ясный день)» (Записана в Гамбурге для издания в Европе)                  | 3:47         |
| 13. | «Пельменная» (Кавер-версия песни Анатолия Крупнова)                                                  | 4:53         |
| 14. | «Моя цыганская» (Кавер-версия песни Владимира Высоцкого)                                             | 4:22         |
| 15. | «DJ Василь (Бонус-трек)» (Украинская версия)                                                         | 3:36         |
| 16. | «Белое вино, красное вино (DJ Brian Remix) (Бонус-трек)» (Ремикс австралийского DJ Brian)            | 3:37         |

## Кавер-версии
В 2011 году группа сделала белорускоязычный кавер «бел. Стоп-мафія» на песню «рус. Стоп, мафия!» для компиляции «Будзьма! Тузін. Перазагрузка-2».